# Fuirena boreocoerulescens
Fuirena boreocoerulescens är en halvgräsart som beskrevs av Kaare Arnstein Lye. Fuirena boreocoerulescens ingår i släktet Fuirena och familjen halvgräs. Inga underarter finns listade i Catalogue of Life.